# Роберт Відлар

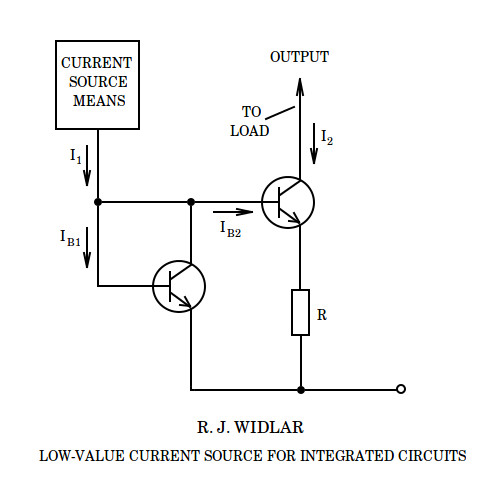
Схема керованого стабілізатора струму Відлара для ОП μA702

Ро́берт Джон Ві́длар (англ. Robert John (Bob) Widlar; 30 листопада 1937, Клівленд, Огайо, США — 27 лютого 1991, Пуерто-Вальярта, Халіско, Мексика) — американський інженер-електронник, основоположник схемотехніки аналогових інтегральних схем.

## Життєпис
Народився та виріс Роберт Відлар у Клівленді, штат Огайо. Батько Роберта Віларда був відомим радіоінженером. У школі Роберт під керівництвом батька став долучатися до практичної електроніки а у 18 років, став працювати в майстерні по ремонту радіоприймачів та телевізорів, а потім влаштувався техніком в «Bird Electronics Corp». Це було у 1955 році, а двома роками раніше помер батько Роберта. З 1959 року навчався і університету Колорадо та працював у «Ball Aerospace & Technologies Corp».
Здійснив свої найважливіші розробки у 1964—1970 роках разом з технологом Девідом Телбертом у компанії Fairchild Semiconductor. Відлар з Телбертом довели до серійного випуску перший інтегральний операційний підсилювач μA702 (1964), перший масовий інтегральний ОП μA709 (1965), перший ОП другого покоління LM101 (1967), перший інтегральний стабілізатор напруги LM100 (1966) і перший трививідний стабілізатор LM109 (1970). Вони першими застосували в аналогових схемах пінч-резистори, польові транзистори, багатоколекторні і супер-бета біполярні транзистори. Відлар — винахідник названих його іменем джерела стабільного струму (1964), зразкової напруги (1969) і вихідного каскаду підсилення (1977). Всі сучасні схеми інтегральних джерел зразкових струмів і напруг спираються на розробки Відлара 1960-х років.
В тридцять три роки Відлар неочікувано покинув професійну спільноту Кремнієвої долини і назавжди переселився в Мексику. Непередбачуваний характер, алкоголізм, богемний спосіб життя і самітництво Відлара зробили його ще за життя персонажем легенд і анекдотів, які здебільшого підтверджуються свідоцтвами очевидців.